# Salsa (molho)

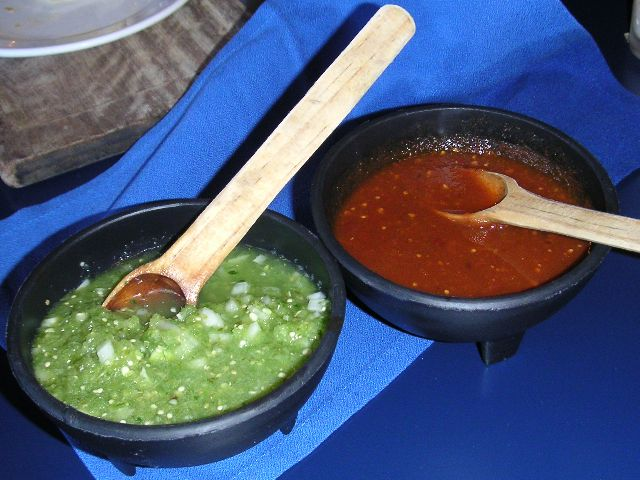
Salsa verde e vermelha

Salsa pode se referir a qualquer molho da cozinha hispânica, que na maioria das vezes tem a base em tomate e pimenta vermelha.[carece de fontes?] Pode ser servido cru ou cozido, usado como acompanhamento de um prato típico, ou apenas para acompanhar nachos, como aperitivo de uma cerveja.
A palavra "salsa" vem do latim salsa, que significa "salgado".  Em castelhano, salsa significa "molho".

## Tipos
As salsas mexicanas são tradicionalmente produzidas com um almofariz chamado molcajete. Nas cidades, o uso de liquidificadores é mais comum.
Algumas das salsas mais conhecidas são:
- Salsa roja (molho vermelho): é usado como condimento no México e na cozinha do sudeste do Estados Unidos, geralmente é feito se tomates cozidos, pimenta, cebola, alho, e coentro fresco.
- Salsa cruda (molho cru): é feita de tomates crus, suco de limão, pimentas, cebolas, folhas de coentro e outros ingredientes picados e crús.
- Salsa verde: típica do México, é feita com tomatillos. Molhos com tomatillos são geralmente cozidos. A versão italiana é feita com ervas aromáticas.
- Salsa taquera (molho para tacos): é feita com tomatillos e pimentas do tipo morita.
- Salsa ranchera (molho de rancho): é feita com tomates, pimentas variadas, tudo picado.  Servida normalmente quente, possui uma textura de sopa.  Mesmo não tendo pimenta preta, o sabor lembra bastante este condimento.
- Salsa brava: é um molho levemente picante, muitas vezes temperado com páprica. Com batatas fritas, é típico de bares espanhóis.
- Guacamole: é um molho espesso no qual abacate é o ingrediente principal.
- Mole: é um molho mexicano feito de pimentas misturadas com temperos, amêndoas e outros ingredientes, entre os quais o chocolate, no mole poblano.
- Salsa de mango (molho de manga): é um molho doce-picante de mangas, usado como cobertura de nachos. Nos EUA, é muito usado para enfeitar pratos de peixe ou frango grelhados.

## Problemas de saúde
Como com qualquer alimento, devem ser tomados cuidados na preparação e armazenamento da salsa, já que muitas matérias-primas podem atuar como um meio de crescimento de bactérias potencialmente perigosas, especialmente quando sem refrigeração. Em 2002, um estudo publicado na revista Annals of Internal Medicine, realizado pela Houston Medical School da Universidade do Texas, descobriu que 66% dos molhos testados (71 amostras testadas de salsas e guacamoles) de restaurantes em Guadalajara, no estado de Jalisco, México e 40% dos de Houston, Texas, estavam contaminadas com bactérias, embora apenas os molhos de Guadalajara contivessem um tipo que causava diarreia. Os pesquisadores descobriram que os molhos de Guadalajara continham contaminantes fecais a níveis mais elevados do que os molhos de Houston, possivelmente como resultado de refrigeração inadequada dos molhos mexicanos.